# Tobruk
Tobruk eller Tubruq är en hamnstad i nordöstra Libyen, vid Medelhavet, cirka 115 km från gränsen till Egypten. Staden har omkring 115 000 invånare (2005). Det är landets enda naturhamn med stor oljeexport från oljefält i södra Libyen, såsom Sarirfältet. I staden finns även ett värmekraftverk och en avsaltningsanläggning för havsvatten.

## Historia
Staden ockuperades 1911 av Italien, och användes för militära operationer i söder. Under andra världskriget var den en viktig garnisonsstad och örlogshamn, och var i brittisk ägo 1941–1942. Den 21 juni 1942 erövrades Tobruk med dess garnison om 25 000 man av axelmakterna (Rommels Afrikakår). Staden återtogs emellertid av britterna (under Bernard Montgomery) den 13 november 1942. Staden fick under kriget stora skador, men byggdes upp igen.